# Йохан Лудвиг фон Салм-Даун
Йохан Лудвиг фон Салм-Даун (на немски: Johann Ludwig Graf von Salm, Wild-und Rheingraf in Dhaun; * 1620, дворец Даун; † 6 ноември 1673, Виена) е граф на Салм/Залм и вилд- и рейнграф в Даун.

## Биография
Той е син на вилд- и рейнграф Волфганг Фридрих фон Салм-Даун (1589 – 1638) и първата му съпруга графиня Елизабет фон Золмс-Браунфелс (1593 – 1637), дъщеря на граф Йохан Албрехт I фон Золмс-Браунфелс (1563 – 1623) и първата му съпруга графиня Агнес фон Сайн-Витгенщайн (1569 – 1617). Баща му се жени втори път през 1637 г. за графиня Йохана фон Ханау-Мюнценберг (1610 – 1673).
Сестра му Анна Юлиана фон Салм-Даун (1622 – 1669) се омъжва 1640 г. за граф Адолф фон Салм-Грумбах-Рейнграфенщайн (* 1614; † 16 ноември 1668).
Йохан Лудвиг има връзка с вилд- и рейнграфиня Юлиана фон Салм-Грумбах (* 1616; † сл. 3 юли 1647), дъщеря на вилд- и рейнграф Йохан фон Салм в Грумбах и Рейнграфенщайн (1582; † 19 януари 1630) и съпругата му графиня Анна Юлиана фон Мансфелд-Хинтерорт (* 1591; † ок. 1626) и сестра на Адолф фон Салм-Грумбах-Рейнграфенщайн. Юлиана забременява от него, но се омъжва на 30 ноември 1641 г. за пфалцграф и херцог Георг Вилхелм фон Пфалц-Биркенфелд (1591 – 1669) и след като той разбира, че тя е бремена, те се разделят още през 1641 г. Юлиана ражда едно дете на 14 февруари 1642 г. от Йохан Лудвиг.
Йохан Лудвиг фон Салм-Даун умира на 6 ноември 1673 г. във Виена и е погребан в Св. Йоханисберг.

## Фамилия
Първи брак: на 30 октомври 1643 г. с графиня Елизабет фон Салм-Пютлинген, вилд и рейнграфиня в Ньофвил (* 1620; † 1653), дъщеря на граф, вилд и рейнграф Йохан Георг фон Залм-Нойфвил († 1650) и графиня Маргарета фон Мансфелд-Хинтерорт-Пютлинген (1592 – 1638). Те имат пет деца:
- Фридрих Филип фон Салм-Даун (* 20 октомври 1644; † октомври 1668, убит в битка)
- Йохан Филип фон Салм-Даун (* 28 октомври 1645, Даун; † 26 юни 1693, Даун), женен на 11 ноември 1671 г. в Отвайлер за графиня Анна Катарина фон Насау-Саарбрюкен-Отвайлер (* 20 януари 1653, Отвайлер; † 15 февруари 1731, Даун)
- Хайнрих Лудвиг фон Даун (* 1646; † млад)
- Леополд Вилхелм фон Салм-Даун (* 1647; † 1665)
- Анна Сибила Флорентина фон Салм-Даун (* 29 септември 1648, Даун; † 12 март 1685, Рюденхаузен), омъжена на 6 декември 1670 г. в Даун и на 8 януари 1671 г. в Даун за граф Филип Готфрид фон Кастел-Рюденхаузен (* 21 ноември 1641; † 10 януари 1681)

Втори брак: на 31 август 1649 г. в Нойенщайн с графиня Ева Доротея фон Хоенлое-Валденбург (* 3 февруари 1624; † 5 февруари 1678), дъщеря на граф Филип Хайнрих фон Хоенлое-Валденбург (1591 – 1644) и графиня Доротея Валпурга фон Хоенлое-Нойенщайн (1590 – 1656). Те имат седем деца:
- Лудвиг Еберхард фон Даун († млад)
- Елеонора София Доротея фон Салм-Даун (* 1653; † 10 декември 1713), омъжена на 23 февруари 1668 г. за имперски шенк Хайнрих Казимир Шенк фон Лимпург-Оберзонтхайм (* 26 септември 1640; † 13 октомври 1676), син на имперски шенк Лудвиг Казимир Шенк фон Лимпург († 1645) и графиня Доротея Мария фон Хоенлое-Валденбург-Пфеделбах († 1695)
- Доротея Валпурга фон Салм-Даун (* 2 август 1654; † 5 ноември 1737)
- Карл Лудвиг фон Даун
- Волфганг Филип фон Даун (1657 – 1670)
- Юлиана фон Даун († млада)
- Йохана Филипина фон Даун (* август 1667; † млада)